# Matang Lada
Matang Lada is een bestuurslaag in het regentschap Aceh Utara van de provincie Atjeh, Indonesië. Matang Lada telt 1255 inwoners (volkstelling 2010).